# Belphégor (roman)
Pour les articles homonymes, voir Belphégor.
Belphégor est un roman policier français d'Arthur Bernède, paru en feuilleton dans Le Petit Parisien en 1927, en même temps que son adaptation cinématographique, puis publié par Tallandier la même année. Il a été réédité plusieurs fois, et adapté à nouveau pour le cinéma, la télévision et la bande dessinée.

## Écriture du roman
Arthur Bernède semble être le premier romancier français à avoir valorisé l'écriture de scénarios de films à épisodes par une publication de  leur adaptation  en feuilleton qui soit synchrone avec la sortie des films. D'abord employé pour Judex, ce système de production assure ensuite le succès de la Société des cinéromans, que Bernède rejoint dès sa fondation et dont il devient l'un des principaux scénaristes. C'est dans ce cadre qu'il rédige Belphégor. À la sortie du film, le journaliste et romancier Gaston-Charles Richard écrit: « tout en laissant au texte son intérêt littéraire purement visuel, le film épouse si étroitement le roman qu'il ne fait qu'un avec lui ». C'est l'un des derniers romans-feuilletons que Bernède produit de cette façon, avant Poker d'as et Méphisto.

## Publication
- Le feuilleton est paru quotidiennement dans Le Petit Parisien du 28 janvier 1927[3] au 28 mars 1927[4]
- Chez Tallandier, le roman a été édité en 1927, puis réédité en 1949[5],[6],[7].
- Le Livre de poche a réédité l'ouvrage en 2001[5], à l'occasion de la sortie du film Belphégor, le fantôme du Louvre, puis à nouveau en 2006[8].
- Le livre est disponible en version électronique libre de droit depuis 2006[9].

## Résumé
Le roman, tout comme le film, est divisé en quatre parties:
1. « Le Mystère du Louvre »
2. « De mystère en mystère »
3. « Le Fantôme noir »
4. « Les Deux Polices »

L'histoire commence au Musée du Louvre, dans la « salle des Dieux barbares », où un veilleur de nuit surprend une étrange silhouette qui semblait vouloir s'en prendre à la statue de « Belphégor, dieu des Moabites ». Pourchassé par le gardien, le visiteur fantomatique disparaît mystérieusement. La nuit suivante, il se manifeste à nouveau et assomme un autre gardien, retrouvé mourant le lendemain matin, à côté de la statue renversée.  L'inspecteur Ménardier, chargé de l'enquête officielle, n'apprécie guère qu'un jeune journaliste intrépide s'intéresse de très près à l'affaire. Le célèbre détective privé Chantecoq se lance aussi sur la piste du fantôme.

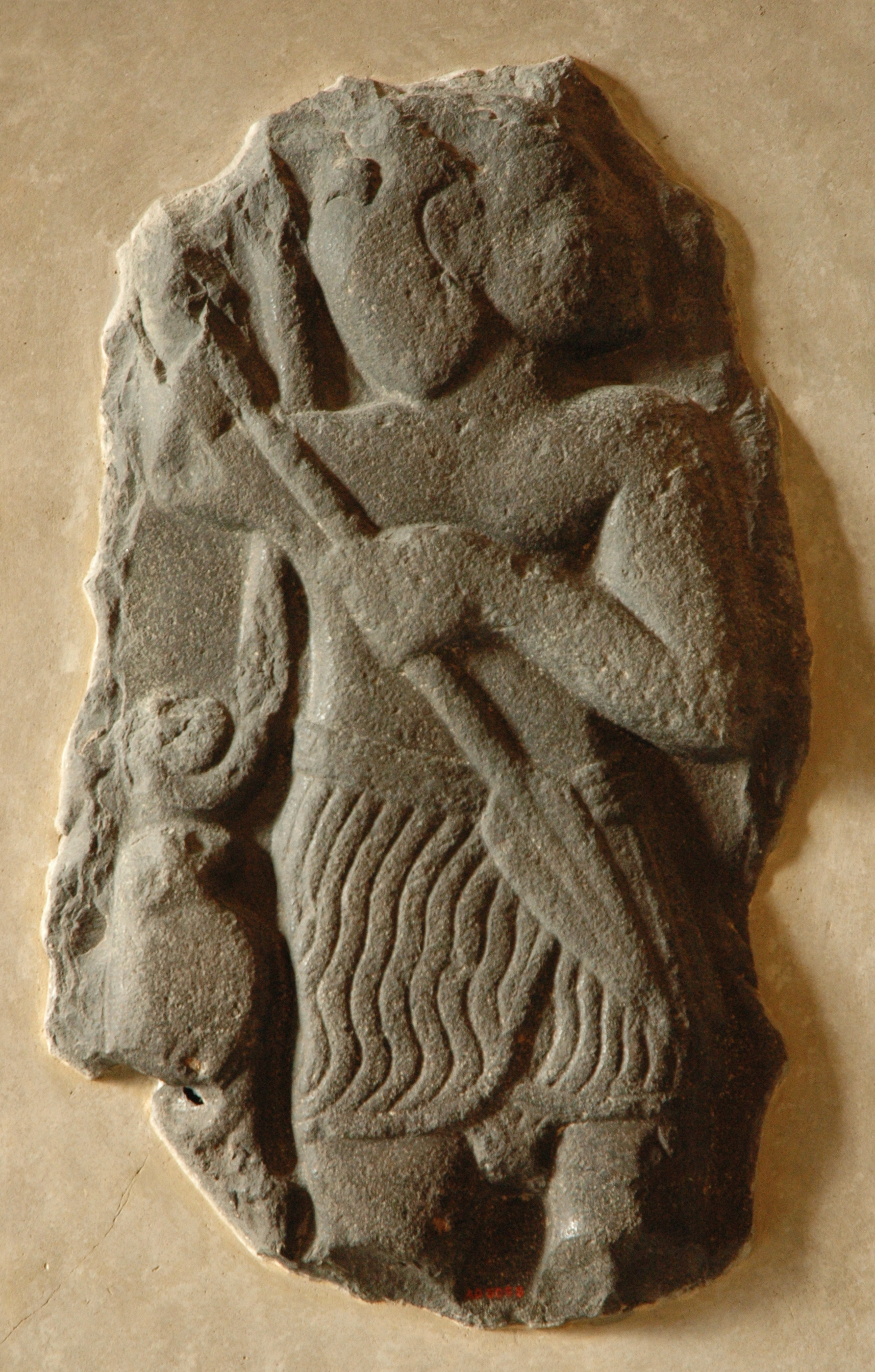
Stèle au dieu guerrier (Département des antiquités orientales du musée du Louvre, Collection du Levant). Cette effigie trouvée au cœur du pays de Moab a-t-elle inspiré Arthur Bernède pour sa statue de Belphégor?

## Analyse
L'accueil critique semble avoir été assez favorable. Même la très pudibonde Revue des lectures de l'abbé Louis Bethléem considère que « certains détails et le demi-monde où s'agitent les personnages principaux font que ce livre ne convient pas à toutes les jeunes filles, mais ce serait être bien sévère, croyons-nous, que de le déclarer inconvenant et dangereux ». 
Dans un encart publicitaire, Le Petit Parisien proclame : « Évitant soigneusement toute invraisemblance, Arthur Bernède ne s'est pas contenté, dans Belphégor de bâtir une intrigue émouvante et logique entre toutes : il a voulu aussi poser et développer les caractères de ses personnages dans la vie même et dans la vérité ». Gaston-Charles Richard y voit néanmoins « la logique la plus décevante, la chimère la mieux domptée ». De fait, la lecture du roman ne laisse pas l'impression que la vraisemblance ait été au cœur des préoccupations de Bernède, qui a cependant parsemé le récit de détails destinés à faire vrai. Ainsi l'un des principaux personnages est journaliste au Petit Parisien. Au chapitre 6 de la première partie du roman, lorsque ce journaliste découvre la statue renversée de Belphégor, il se rappelle « tout à coup l’histoire, déjà ancienne mais rigoureusement authentique de cette statue moyenâgeuse de la Cathédrale de Dol, en Bretagne, à l’intérieur de laquelle, un jour, par le plus grand des hasards, un sacristain avait découvert une cachette contenant plusieurs centaines de pièces d’or ». Si cette anecdote bretonne est difficilement vérifiable, de même que la présence d'une statue de Belphégor dans la « salle des Dieux barbares », on peut en revanche supposer que Bernède se soit inspiré de la « Stèle au dieu guerrier » conservée au musée du Louvre, et dont l'identité divine ou royale est controversée. Entre autres hypothèses, il pourrait en effet s'agir d'un dieu « apparenté au Baal cananéen, dieu de l'orage » . Or selon Joseph Scaliger, le véritable nom de Belphégor serait « Baal-Reem, c'est-à-dire dieu du tonnerre». Plus loin dans le roman, au début de la troisième partie, Bernède fait référence à des « Mémoires secrets » que l'astrologue Cosme Ruggieri aurait rédigés peu après la Journée des barricades, alors que la reine Catherine de Médicis était contrainte de fuir Paris, pour ne plus y revenir.